# エンフェルメラス
『エンフェルメラス』（スペイン語: ENFERMERAS）は、コロンビアのテレビドラマ。RCNテレビシオンで2019年10月23日に初公開された。

## 登場人物
マリア・クララ・ゴンザレス
演：ディアナ・オヨス
カルロス・ペレス
演：セバスチャン・カルバハル
グロリア・マヨルガ・モレノ
演：ビニャ・マチャド
アルバロ・ロハス
演：フリアン・トルヒーリョ
マヌエル・アルベルト・カストロ
演：ルチョ・ベラスコ
ソル・アンジー・ベラスケス
演：ニーナ・カイセード
ヘクトル・ルビアーノ「ココ」
演：フェデリコ・リベラ
バレンティーナ・ドゥアルテ・ゴンサレス
演：マリア・マヌエラ・ゴメス
カミロ・ドゥアルテ・ゴンサレス
演：クリスティアン・ロハス